# Estadio Fray Nano
El Estadio Fray Nano es un estadio de béisbol, era la sede provisional del equipo de béisbol Diablos Rojos del México a partir de la temporada 2015 en la Liga Mexicana de Béisbol, ubicado en la Ciudad de México, México.

## Historia
Hasta el 2014, el Fray Nano alojó a la Liga Centropolitana, un circuito amateur, pero desde el anuncio hecho por la directiva de Diablos Rojos del México en el mes de septiembre del mismo año, en el sentido de que el Estadio Fray Nano sería casa del club escarlata para la temporada 2015 de la Liga Mexicana de Béisbol, se pusieron en marcha los trabajos de remodelación que convertirían este recinto en la sede del equipo.

## Remodelación
Después de una detallada y extensa revisión de las instalaciones para determinar qué trabajos eran necesarios, se inició la primera etapa de las obras correspondientes:
1. Reparación y reforzamiento de estructuras.
2. Instalación de drenaje.
3. Reconstrucción del graderío y construcción/instalación de nuevas butacas. (Las gradas, con capacidad inicial para 3,000 espectadores, aumentarán a 5,200 aproximadamente, entre butacas, zona general y zona de plateas).

El proyecto de remodelación contempló en su segunda etapa los siguientes trabajos:
1. Construcción de gradas nuevas (plateas y general).
2. Construcción y colocación de techumbre nueva.
3. Colocación de drenaje.
4. Pavimentación.
5. Derrumbe y construcción de la barda de jonrón.
6. Colocación de postes de foul.
7. Construcción de dugouts.
8. Construcción de casa club.
9. Construcción de vestidores y baños.
10. Construcción de palcos.
11. Construcción de pasillos y escaleras.
12. Construcción de un corredor gastronómico.
13. Construcción de locales comerciales (que funcionarán con independencia de la temporada de temporada de béisbol).
14. Construcción de taquillas.
15. Compra y colocación de pizarra, pantalla y sonido local.

Esta magna obra, que supera los 45 millones de pesos de inversión, será donada en su totalidad a la Delegación Venustiano Carranza, por el C.P. Alfredo Harp Helú, Presidente del Consejo de Administración, una vez que el club se mude a su estadio definitivo, cuya ubicación precisa se anunció durante el mes de diciembre de 2014.